# Ivano Trotta
Ivano Trotta (Roma, 12 ottobre 1977) è un allenatore di calcio ed ex calciatore italiano, di ruolo centrocampista.

## Biografia
È ex cognato di Dario Baccin, anche lui ex calciatore, nonché suo ex compagno di squadra al Rimini e al Treviso.

## Caratteristiche tecniche

### Giocatore
Giocava principalmente come centrocampista di fascia destra, nel ruolo di tornante, ed era abile nel cross.

## Carriera

### Giocatore

#### Club

Trotta (in piedi, secondo da destra) nella Viterbese della stagione 1998-1999

Esordisce con la Juventus nella stagione 1996-1997 con la quale viene schierato da Marcello Lippi in una partita in Serie A contro la Lazio (2-2) entrando al 70' al posto di Gianluca Pessotto, due in Coppa Italia contro Inter (1-1) e Nocerina (2-1), e una in Champions League contro i turchi del Fenerbahçe (2-0).
La stagione successiva passa in prestito prima al Fiorenzuola in Serie C1 allenato da Alberto Cavasin, dove ha una brevissima parentesi da sei presenze, e poi a partire dal mese di ottobre alla Carrarese sempre in C1, dove segna il suo primo gol tra i professionisti con un tiro da centrocampo.
Per la stagione 1998-1999 scende in Serie C2 giocando per un anno alla Viterbese, contribuendo con sei reti al raggiungimento del primo posto nel proprio girone, piazzamento che promuove i gialloblù. L'anno seguente il mister che aveva alla Viterbese, Paolo Beruatto, lo porta con sé al Padova, classificatosi sesto a fine campionato nella Serie C2 1999-2000.
Dopo essere rimasto svincolato dalla Juventus a causa a detta del calciatore di uno screzio con Luciano Moggi, Trotta sceglie di ripartire dal Gualdo, nuovamente in Serie C2. In Umbria rimane per due stagioni.
Nel luglio 2002 inizia il suo percorso con il Rimini, società di Serie C2 che puntava alla promozione dopo cinque anni di eliminazioni ai play-off. Alla sua prima stagione in biancorosso, Trotta è tra i protagonisti della vittoria del campionato e della promozione in C1, confermandosi anche negli anni successivi come un punto fermo nello scacchiere di Leonardo Acori, suo allenatore per tutta la durata della permanenza in Romagna. Impiegato stabilmente come esterno destro, partecipa alla positiva annata da neopromossa in Serie C1 2003-2004, conclusa con la qualificazione ai play-off e l'eliminazione in semifinale. Nella stagione successiva conquista con la squadra il primo posto nel girone B della Serie C1 2004-2005 davanti a Avellino e Napoli, contribuendo alla promozione del Rimini in Serie B, categoria in cui il club mancava da 23 anni. Il centrocampista romano prende parte anche alla prima parte della stagione 2005-2006 in Serie B, prima di essere ceduto nel corso della sessione invernale di mercato.
Nel gennaio 2006 Trotta viene acquistato dal Napoli, all'epoca militante in Serie C1 con l'obiettivo di risalire in categorie superiori. Debutta subito con la nuova maglia il 29 gennaio, giocando da titolare nella sconfitta esterna contro la Torres per 2-0. Contribuisce in modo significativo alla vittoria del girone e alla conseguente promozione in Serie B, segnando un gol il 26 febbraio nella vittoria casalinga per 2-0 contro il Gela e venendo impiegato dal tecnico Edoardo Reja perlopiù da titolare. Nella stagione successiva il Napoli ottiene la seconda promozione in due anni salendo in Serie A, con Trotta che realizza due reti in 28 partite, di cui 6 disputate da titolare.
Non rientrando nei piani della dirigenza azzurra per la massima serie, viene ceduto a titolo definitivo al Treviso in Serie B. In Veneto rimane però solo pochi mesi, poiché nel mercato di gennaio viene girato in prestito al Ravenna, anch'esso militante in Serie B, che al termine della stagione si classifica terzultimo e retrocede in Serie C1. Nonostante la discesa di categoria, il prestito di Trotta viene esteso anche per la stagione 2008-2009, disputata quindi in terza serie.
A seguito della mancata iscrizione del Treviso al campionato, Trotta rimane svincolato e accetta l'offerta del Bellaria Igea Marina, con cui disputa le ultime tre stagioni della sua carriera, tutte in Lega Pro Seconda Divisione.

#### Nazionale
Vestì la maglia della Nazionale Under-18, giocando in totale 13 partite e segnando 7 gol.

### Allenatore
Dopo il ritiro ricopre il ruolo di allenatore in seconda della formazione dei Berretti nel Bellaria, a fianco di Massimo Zanini, e vi rimane per una stagione. Dal 2013 al 2016 è l'allenatore del Palocco, società dilettantistica del Lazio. Nel 2017 torna al Palocco, alla guida della formazione Giovanissimi.

## Palmarès

### Giocatore

#### Competizioni giovanili
- Coppa Italia Primavera: 1

Juventus: 1994-1995

#### Competizioni nazionali
- Campionato italiano: 1

Juventus: 1996-1997
- Campionato italiano Serie C1: 1

Viterbese: 1998-1999 (girone B)
- Campionato italiano Serie C1: 2

Rimini: 2004-2005 (girone B)
Napoli: 2005-2006 (girone B)
- Supercoppa di Lega di Serie C: 1

Rimini: 2005